# 邬福肇
邬福肇（1929年4月20日—2000年7月5日），浙江定海人。中国政治人物，全国人大常委会法制工作委员会原副主任。

## 生平
1947年9月至1949年2月，在清华大学法学院政治系学习。1948年加入中国共产党。1949年2月至4月，任中共北平市委学校委员会组织干事。1949年5月后，历任青年团上海市工委调查研究室干事、青年团华东工委青年工作部干事。1953年9月，任上海市中兴海运公司计划科业务计划组组长。1955年12月，任交通部海运总局科员。1956年至1983年，在中波轮船公司工作，历任组长、处长、经理、副总经理。1983年8月，任上海市人民政府交通办公室主任。1986年至1993年，任全国人大常委会法制工作委员会副主任。1999年3月离休。2000年7月5日在北京逝世，终年71岁。

## 出版物
- 邬福肇; 曹康泰; 陈章立 (编). . 法律出版社. 1998. ISBN 7503624345.
- 邬福肇; 曹康泰 (编). . 法律出版社. 2004. ISBN 9787503625558.